# Memphis Grizzlies 2018-2019
La stagione 2018-2019 dei Memphis Grizzlies è stata la 24ª stagione della franchigia nella NBA.

## Draft
| Giro | Scelta | Giocatore     | Ruolo | Nazionalità | Università/Squadra |
| ---- | ------ | ------------- | ----- | ----------- | ------------------ |
| 1    | 4      | Jaren Jackson | AG    | Stati Uniti | MSU Spartans       |
| 2    | 32     | Jevon Carter  | P     | Stati Uniti | WV Mountaineers    |

## Roster
| \| Pos. \| Num. \| Naz. \| Nome \| Altezza \| Peso \| Data nascita \| Provenienza \| \| ----- \| ---- \| ------------------------------------------- \| --------------------- \| ------- \| ------ \| ------------ \| ----------------- \| \| AP/AG \| 1 \| Stati Uniti (bandiera) \| Anderson, Kyle \| 206 cm \| 104 kg \| 20–09–1993 \| UCLA \| \| G \| 0 \| Stati Uniti (bandiera) \| Bradley, Avery \| 188 cm \| 82 kg \| 26–11–1990 \| Texas \| \| G/AP \| 24 \| Canada (bandiera) \| Brooks, Dillon \| 198 cm \| 100 kg \| 22–01–1996 \| Oregon \| \| AP \| 5 \| Brasile (bandiera) \| Caboclo, Bruno \| 206 cm \| 93 kg \| 21–09–1995 \| Brasile \| \| G \| 3 \| Stati Uniti (bandiera) \| Carter, Jevon \| 188 cm \| 91 kg \| 14–09–1995 \| West Virginia \| \| P \| 11 \| Stati Uniti (bandiera) \| Conley, Mike \| 185 cm \| 79 kg \| 11–10–1987 \| Ohio State \| \| G \| 22 \| Stati Uniti (bandiera) · Grecia (bandiera) \| Dorsey, Tyler \| 196 cm \| 85 kg \| 18–02–1996 \| Oregon \| \| G \| 7 \| Stati Uniti (bandiera) \| Holiday, Justin \| 198 cm \| 84 kg \| 05–04–1989 \| Washington \| \| AG/C \| 13 \| Stati Uniti (bandiera) \| Jackson, Jaren \| 211 cm \| 107 kg \| 15–09–1999 \| Michigan State \| \| G/AP \| 6 \| Stati Uniti (bandiera) \| Miles, C. J. \| 198 cm \| 102 kg \| 18–03–1987 \| Skyline HS (TX) \| \| C \| 55 \| Stati Uniti (bandiera) · Francia (bandiera) \| Noah, Joakim \| 211 cm \| 105 kg \| 25–02–1985 \| Florida \| \| AP/AG \| 25 \| Stati Uniti (bandiera) \| Parsons, Chandler \| 208 cm \| 104 kg \| 25–10–1988 \| Florida \| \| AG \| 10 \| Stati Uniti (bandiera) \| Rabb, Ivan \| 208 cm \| 100 kg \| 04–02–1997 \| UC Berkeley \| \| C \| 17 \| Lituania (bandiera) \| Valančiūnas, Jonas \| 213 cm \| 116 kg \| 06–05–1992 \| Lituania \| \| G/AP \| 4 \| Stati Uniti (bandiera) \| Washburn, Julian (TW) \| 205 cm \| 95 kg \| 18–12–1991 \| Texas–El Paso \| \| AP \| 12 \| Giappone (bandiera) \| Watanabe, Yūta (TW) \| 203 cm \| 98 kg \| 13–10–1994 \| George Washington \| \| G \| 2 \| Stati Uniti (bandiera) \| Wright, Delon \| 196 cm \| 86 kg \| 26–04–1992 \| Utah \| \| C \| 45 \| Stati Uniti (bandiera) \| Zeller, Tyler \| 213 cm \| 113 kg \| 17–01–1990 \| North Carolina \| | Allenatore - J. B. Bickerstaff Assistente/i - Chad Forcier (associate HC) - Greg Buckner - Adam Mazarei - Vitaly Potapenko - Nick Van Exel - Kevin Burleson (player development) - J. J. Outlaw (player development) Legenda - (C) Capitano - (FA) Free agent - (S) Sospeso - (TW) Contratto Two-way - (GL) Assegnato a squadra G League affiliata - Infortunato Roster • Transazioni · Ultima transazione: 2019–04–11 |                                             |                       |         |        |              |                   |
| Pos. | Num. | Naz.                                        | Nome                  | Altezza | Peso   | Data nascita | Provenienza       |
| AP/AG | 1 | Stati Uniti (bandiera)                      | Anderson, Kyle        | 206 cm  | 104 kg | 20–09–1993   | UCLA              |
| G | 0 | Stati Uniti (bandiera)                      | Bradley, Avery        | 188 cm  | 82 kg  | 26–11–1990   | Texas             |
| G/AP | 24 | Canada (bandiera)                           | Brooks, Dillon        | 198 cm  | 100 kg | 22–01–1996   | Oregon            |
| AP | 5 | Brasile (bandiera)                          | Caboclo, Bruno        | 206 cm  | 93 kg  | 21–09–1995   | Brasile           |
| G | 3 | Stati Uniti (bandiera)                      | Carter, Jevon         | 188 cm  | 91 kg  | 14–09–1995   | West Virginia     |
| P | 11 | Stati Uniti (bandiera)                      | Conley, Mike          | 185 cm  | 79 kg  | 11–10–1987   | Ohio State        |
| G | 22 | Stati Uniti (bandiera) · Grecia (bandiera)  | Dorsey, Tyler         | 196 cm  | 85 kg  | 18–02–1996   | Oregon            |
| G | 7 | Stati Uniti (bandiera)                      | Holiday, Justin       | 198 cm  | 84 kg  | 05–04–1989   | Washington        |
| AG/C | 13 | Stati Uniti (bandiera)                      | Jackson, Jaren        | 211 cm  | 107 kg | 15–09–1999   | Michigan State    |
| G/AP | 6 | Stati Uniti (bandiera)                      | Miles, C. J.          | 198 cm  | 102 kg | 18–03–1987   | Skyline HS (TX)   |
| C | 55 | Stati Uniti (bandiera) · Francia (bandiera) | Noah, Joakim          | 211 cm  | 105 kg | 25–02–1985   | Florida           |
| AP/AG | 25 | Stati Uniti (bandiera)                      | Parsons, Chandler     | 208 cm  | 104 kg | 25–10–1988   | Florida           |
| AG | 10 | Stati Uniti (bandiera)                      | Rabb, Ivan            | 208 cm  | 100 kg | 04–02–1997   | UC Berkeley       |
| C | 17 | Lituania (bandiera)                         | Valančiūnas, Jonas    | 213 cm  | 116 kg | 06–05–1992   | Lituania          |
| G/AP | 4 | Stati Uniti (bandiera)                      | Washburn, Julian (TW) | 205 cm  | 95 kg  | 18–12–1991   | Texas–El Paso     |
| AP | 12 | Giappone (bandiera)                         | Watanabe, Yūta (TW)   | 203 cm  | 98 kg  | 13–10–1994   | George Washington |
| G | 2 | Stati Uniti (bandiera)                      | Wright, Delon         | 196 cm  | 86 kg  | 26–04–1992   | Utah              |
| C | 45 | Stati Uniti (bandiera)                      | Zeller, Tyler         | 213 cm  | 113 kg | 17–01–1990   | North Carolina    |

## Classifiche

### Southwest Division
| Southwest Division    | Southwest Division | Southwest Division | Southwest Division | Southwest Division | Southwest Division | Southwest Division | Southwest Division | Southwest Division |
| Squadra               | V                  | S                  | V%                 | PR                 | Casa               | Trasf              | Div                | PG                 |
| --------------------- | ------------------ | ------------------ | ------------------ | ------------------ | ------------------ | ------------------ | ------------------ | ------------------ |
| y – Houston Rockets   | 53                 | 29                 | .646               | 4,0                | 31–10              | 22–19              | 10–6               | 82                 |
| x – San Antonio Spurs | 48                 | 34                 | .585               | 9,0                | 32–9               | 16–25              | 10–6               | 82                 |
| Memphis Grizzlies     | 33                 | 49                 | .402               | 24,0               | 21–20              | 12–29              | 8–8                | 82                 |
| N.O. Pelicans         | 33                 | 49                 | .402               | 24,0               | 19–22              | 14–27              | 8–8                | 82                 |
| Dallas Mavericks      | 33                 | 49                 | .402               | 24,0               | 24–17              | 9–32               | 3–13               | 82                 |

### Western Conference
| Western Conference | Western Conference      | Western Conference | Western Conference | Western Conference | Western Conference | Western Conference |
| #                  | Squadra                 | V                  | S                  | V%                 | PR                 | PG                 |
| ------------------ | ----------------------- | ------------------ | ------------------ | ------------------ | ------------------ | ------------------ |
| 1                  | c – G.S. Warriors       | 57                 | 25                 | .695               | –                  | 82                 |
| 2                  | y – Denver Nuggets      | 54                 | 28                 | .659               | 3,0                | 82                 |
| 3                  | x – Portland T. Blazers | 53                 | 29                 | .646               | 4,0                | 82                 |
| 4                  | y – Houston Rockets     | 53                 | 29                 | .646               | 4,0                | 82                 |
| 5                  | x – Utah Jazz           | 50                 | 32                 | .610               | 7,0                | 82                 |
| 6                  | x – Oklahoma Thunder    | 49                 | 33                 | .598               | 8,0                | 82                 |
| 7                  | x – San Antonio Spurs   | 48                 | 34                 | .585               | 9,0                | 82                 |
| 8                  | x – L.A. Clippers       | 48                 | 34                 | .585               | 9,0                | 82                 |
|                    |                         |                    |                    |                    |                    |                    |
| 9                  | Sacramento Kings        | 39                 | 43                 | .476               | 18,0               | 82                 |
| 10                 | L.A. Lakers             | 37                 | 45                 | .451               | 20,0               | 82                 |
| 11                 | Minnesota T'wolves      | 36                 | 46                 | .439               | 21,0               | 82                 |
| 12                 | Memphis Grizzlies       | 33                 | 49                 | .402               | 24,0               | 82                 |
| 13                 | N.O. Pelicans           | 33                 | 49                 | .402               | 24,0               | 82                 |
| 14                 | Dallas Mavericks        | 33                 | 49                 | .402               | 24,0               | 82                 |
| 15                 | Phoenix Suns            | 19                 | 63                 | .232               | 38,0               | 82                 |

## Mercato

### Free Agency

#### Acquisti
| Giocatore       | Contratto              | Provenienza        |
| --------------- | ---------------------- | ------------------ |
| Kyle Anderson   | 4 anni - $32.7 milioni | San Antonio Spurs  |
| Omri Casspi     | 1 anno - $2.1 milioni  | G.S. Warriors      |
| Yūta Watanabe   | Two-way contract       | GW Revolutionaries |
| Shelvin Mack    | 1 anno - $1.3 milioni  | Orlando Magic      |
| Markel Crawford | Training Camp          | Ole Miss Rebels    |
| Doral Moore     | Training Camp          | W.F. Dem. Deacons  |
| D.J. Stephens   | Two-way contract       | Le Mans            |

#### Cessioni
| Giocatore     | Motivo     | Nuova squadra  |
| ------------- | ---------- | -------------- |
| Omari Johnson | Tagliato   | F.W. Mad Ants  |
| Tyreke Evans  | Rilasciato | Indiana Pacers |
| Myke Henry    | Tagliato   | Ironi Nahariya |
| Brianté Weber | Rilasciato | Miami Heat     |

### Trades
| 17 luglio 2018  | Memphis GrizzliesGarrett Temple                                                      | Sacramento KingsDeyonta Davis Ben McLemore Scelta 2º giro Draft 2021 (da Memphis) Cash considerations                                          |
| 23 luglio 2018  | Memphis GrizzliesDakari Johnson                                                      | Orlando MagicJarell Martin Cash considerations                                                                                                 |
| 3 gennaio 2019  | Memphis GrizzliesJustin Holiday                                                      | Chicago BullsMarShon Brooks Wayne Selden Jr. Scelta 2º giro Draft 2019 (da Memphis) Scelta 2º giro Draft 2020 (da Memphis) Cash considerations |
| 7 febbraio 2019 | Memphis GrizzliesJonas Valančiūnas Delon Wright C.J. Miles Scelta 2º giro Draft 2024 | Toronto RaptorsMarc Gasol |
| 7 febbraio 2019 | Memphis GrizzliesTyler Dorsey                                                        | Atlanta Hawks Shelvin Mack |
| 7 febbraio 2019 | Memphis GrizzliesAvery Bradley                                                       | L.A. ClippersJaMychal Green Garrett Temple |

## Premi
| Giocatore   | Premio                                | Data              | Ref. |
| ----------- | ------------------------------------- | ----------------- | ---- |
| Mike Conley | Western Conference Player of the Week | 4 - 10 marzo 2019 |      |